# Chelifera trapezina
Chelifera trapezina är en tvåvingeart som först beskrevs av Zetterstedt 1838.  Chelifera trapezina ingår i släktet Chelifera och familjen dansflugor. Arten är reproducerande i Sverige. Inga underarter finns listade i Catalogue of Life.